# Internationella Romadagen
Den Internationella Romadagen är temadag äger rum 8 april. Datumet är valt för att uppmärksamma den första internationella Romakongressen som ägde rum i London 7–12 april 1971. Den 8 april 1971 antog kongressen officiellt den romska flaggan och beslutade att Gelem, gelem skulle utgöra den romska nationalsången. Dagen instiftades 1990 under den fjärde världsromanikongressen som arrangerades i Serock, Polen.

## I Sverige
Internationella Romadagen har firats officiellt i Sverige sedan 2001 då Romerna erkändes som en nationell minoritet 2000.